# Kurt Schilling (Philosoph)
Kurt Schilling (* 17. Oktober 1899 in München; † 11. Februar 1977 in Kreuth) war ein deutscher Philosoph und Hochschullehrer an der Ludwig-Maximilians-Universität München. Er veröffentlichte anfangs auch als Kurt Schilling-Wollny.

## Biographie
Schilling studierte Philosophie, Germanistik und Geschichte in München, Freiburg im Breisgau, Marburg und Göttingen. 1926 wurde er an der Universität Göttingen bei Moritz Geiger promoviert (Über die begriffliche Erkenntnis im Gegensatz zur mathematischen). 1932 habilitierte er sich in München (Natur und Wahrheit. Untersuchung über Entstehung und Entwicklung des Schellingschen Systems bis 1800). 1933 trat er in die NSDAP ein (und dem NS Kraftfahrerbund bei). Zudem war er führend im Nationalsozialistischen Deutschen Dozentenbund an der Philosophischen Fakultät. 1938 wurde er nichtbeamteter außerordentlicher Professor. 1939 bis 1941 war er Lehrstuhlvertreter in Prag und nach der Rückkehr nach München Lehrstuhlvertreter von Max Buchner und danach von Fritz-Joachim von Rintelen. Nach dem Krieg wurde er zunächst aufgrund seiner nationalsozialistischen Vergangenheit entlassen, dann aber 1948 außerplanmäßiger außerordentlicher Professor an der Universität München. Seine erste Vorlesung 1949 war wie die letzte vor seiner Entlassung Shakespeare gewidmet. 1963 wurde er emeritiert.

## Werk
Er befasste sich besonders mit Geschichte der Philosophie, Rechts- und Staatsphilosophie, auch Ästhetik, Sozialphilosophie und Technikphilosophie. Er gehört zum Kreis des Neukantianismus (seine Habilitation widmete er Richard Hönigswald) und war auch von Martin Heidegger und Nicolai Hartmann beeinflusst, distanzierte sich aber später von beiden.

## Nationalsozialismus
Er war in den 1930er Jahren Nationalsozialist, der Vorlesungen über nationalsozialistische Weltanschauung hielt und sogar für eine Abteilung Philosophie im SS-Ahnenerbe vorgesehen war und in einem Gutachten des SD für Himmler über Philosophieprofessoren in Deutschland 1942 zu den im Sinn des Nationalsozialismus politisch positiven Philosophen gezählt wurde (und als Hegel-Schüler eingeordnet). Nach Christian Tilitzki erlaubte er sich aber immer wieder Abschweifungen von der Parteiideologie und wurde von ihm als liberaler Nationalsozialist eingeordnet. Zum Beispiel meinte Schilling in seiner Einführung in die Staats- und Rechtsphilosophie von 1939, dass ein Führerstaat durchaus ein Rechtsstaat sein könne und keine Diktatur sein müsse und dass der Staat im Gewissen des Einzelnen seine Grenzen finde. Die Hauptmotivation für seine Hinwendung zum Nationalsozialismus war die Erfahrung der chaotischen letzten Jahre der Weimarer Republik.

## Schriften
- Über die begriffliche Erkenntnis im Gegensatz zur mathematischen, phil. Diss., München: Fröhlich 1926.
- Aristoteles Gedanke der Philosophie, München: Reinhardt 1928.
- Hegels Wissenschaft von der Wirklichkeit und ihre Quellen, München: Reinhardt 1929.
- Der Staat. Seine geistigen Grundlagen, seine Entstehung und seine Entwicklung, München: Reinhardt 1935.
- Geschichte der Staats- und Rechtsphilosophie im Überblick von den Griechen bis zur Gegenwart (= Rechtswissenschaftliche Grundrisse), Berlin: Junker und Dünnhaupt 1937.
- Das Sein des Kunstwerks, Frankfurt am Main: Klostermann 1938.
- Einführung in die Staats- und Rechtsphilosophie, Berlin: Junker und Dünnhaupt 1939.
- Bild und Deutung des Krieges bei Schiller, Leipzig: Kohlhammer 1941.
- Kant. Persönlichkeit und Werk, München: Reinhardt 1942.
- Geschichte der Philosophie, 2 Bände, München: Reinhardt 1943/44, 2. Auflage, 1951, 1953.
- Einführung in die Geschichte der Philosophie, Heidelberg: Winter 1949.
- Studienführer zur Geschichte der Philosophie, Heidelberg: Winter 1949.
- Platon: Einführung in seine Philosophie, Reutlingen: Gryphius 1948.
- Shakespeare: Die Idee des Menschseins in seinen Werken, München: Reinhardt 1953.
- Geschichte der Philosophie. Von der Renaissance bis Kant (= Sammlung Göschen), Berlin: De Gruyter 1954.
- Geschichte der sozialen Ideen. Individuum, Gemeinschaft, Gesellschaft (= Kröners Taschenausgabe. Band 261), Stuttgart: Kröner 1957, DNB 454355920.
- Die Kunst, Meisenheim/Glan: Hain 1961.
- Weltgeschichte der Philosophie, Berlin: Duncker & Humblot 1964, Nachdruck 2006.
- Philosophie der Technik. Die geistige Entwicklung der Menschheit von den Anfängen bis zur Gegenwart, Herford: Maximilian Verlag 1968.

1943 veröffentlichte er in München eine Übersetzung des Prometheus von Aischylos. Er übertrug auch Sieben gegen Theben von Aischylos und Oidipus Tyrann von Sophokles aus dem Griechischen ins Deutsche.